# Gulfport (Illinois)
Gulfport és una vila al comtat de Henderson a l'estat d'Illinois. És una xicoteta localitat riberenca amb el riu Mississipi a la frontera amb Iowa i comunicada per carretera amb la ciutat de Burlington (Iowa) pel Great River Bridge. Segons el cens del 2000 tenia 207 habitants.

## Demografia
La seva població d'acord al cens del 2020 era d'uns 42 habitants i d'ascendència europea, relativament més envellida que la mitjana de l'estat, amb una relativa quantitat de veterans.
Segons el cens del 2000, Gulfport tenia 207 habitants, 89 habitatges, i 62 famílies. La densitat de població era de 52,9 habitants/km².
Dels 89 habitatges en un 22,5% hi vivien nens de menys de 18 anys, en un 55,1% hi vivien parelles casades, en un 7,9% dones solteres, i en un 30,3% no eren unitats familiars. En el 23,6% dels habitatges hi vivien persones soles el 7,9% de les quals corresponia a persones de 65 anys o més que vivien soles. El nombre mitjà de persones vivint en cada habitatge era de 2,33 i el nombre mitjà de persones que vivien en cada família era de 2,73.
Per edats la població es repartia de la següent manera: un 20,3% tenia menys de 18 anys, un 6,8% entre 18 i 24, un 29,5% entre 25 i 44, un 33,8% de 45 a 60 i un 9,7% 65 anys o més.
L'edat mediana era de 42 anys. Per cada 100 dones de 18 o més anys hi havia 91,9 homes.
La renda mediana per habitatge era de 36.167 $ i la renda mediana per família de 38.750 $. Els homes tenien una renda mediana de 30.750 $ mentre que les dones 21.250 $. La renda per capita de la població era de 16.918 $. Aproximadament el 5,9% de les famílies i el 5,4% de la població estaven per davall del llindar de pobresa.

## Poblacions properes
El següent diagrama mostra les poblacions més properes.